# Shaw Wallace
Shaw Wallace – indyjski producent napojów alkoholowych specjalizujący się w produkcji whisky, wódki, ginów, brandy, rumu i win.
Firma została założona w 1886 roku, w czasach gdy Indie były kolonią brytyjską. W stosunkowo krótkim czasie rozwoju Shaw Wallace stał się jednym z alkoholowych prekursorów. 
W czerwcu 2005 roku Shaw Wallace został przejęty przez United Breweries Group, który pod swoimi skrzydłami posiada już ponad 140 innych marek i pod względem produkcji zajmuje drugie miejsce na świecie z wynikiem 60 milionów sprzedanych artykułów.